# Зане, Лерой
Леро́й Зане́, или Леро́й Сане́ (нем. Leroy Aziz Sané, немецкое произношение: [ˈliːʁɔʏ zaˈneː]), также Леруа́ Сане́ (французское произношение: [ləʁwa sane]); 11 января 1996, Эссен) — немецкий футболист, вингер клуба «Галатасарай» и сборной Германии. Участник трёх чемпионатов Европы (2016, 2020 и 2024) и чемпионата мира 2022. Молодой игрок года в Англии (2017/18).

## Биография
Лерой Зане родился 11 января 1996 года в Эссене в семье спортсменов. Зане был назван в честь бывшего тренера его отца, Клода Леруа. Сын бывшего сенегальского футболиста Сулеймана Сане и немецкой гимнастки Регины Вебер. Его отец Сулейман вырос во Франции и с 1982 года в течение года находился в Германии в рамках своей военной службы во французской армии. Затем он начал карьеру профессионального футболиста в Германии, играя, в частности, за команду «Ваттеншайд 09» в 1990-х годах; в это время Сулейман познакомился с матерью Лероя, которая также была профессиональной спортсменкой, выиграв множество чемпионатов Германии и бронзовую медаль по художественной гимнастике на Олимпийских играх 1984 года в Лос-Анджелесе.
Вырос в районе Ваттеншайд города Бохум, недалеко от стадиона «Лорхайдештадион». Он окончил общеобразовательную школу «Бергер Фельд» в Гельзенкирхене. Младшие братья Лероя, Ким и Сиди, также профессионально занимаются футболом.

## Клубная карьера
Начал заниматься футболом в 2001 году в команде «Ваттеншайд 09», где его отец Сулейман Сане уже много лет играл в профессиональный футбол. Через четыре года он перешёл в молодёжную команду клуба «Шальке 04», а затем на три года в леверкузенский «Байер», в составе которого стал чемпионом Германии 2010 года в соревнованиях юношеских команд. В 2011 году Зане вернулся в «Шальке», где в составе юношеской команды до 17 лет в 2012 и 2013 годах дважды выиграл Кубок Вестфалии и однажды чемпионат Германии.

### «Шальке 04»
21 марта 2014 года Зане подписал с «Шальке» профессиональный контракт, который действовал с 1 июля 2015 года по 30 июня 2017 года. В этом же месяце он начал попадать в заявку первой команды. 20 апреля 2014 года Лерой дебютировал в Бундеслиге в гостевом матче против «Штутгарта» (1:3), заменив Макса Майера на 77-й минуте.

#### Сезон 2014/15
29 ноября 2014 года он вышел на замену в матче против «Майнца», заменив Макса Майера на 80-й минуте. Свой первый гол в чемпионате он забил 13 декабря 2014 года в домашнем матче против «Кёльна» (1:2). 10 марта 2015 года он дебютировал в Лиге чемпионов, забив гол в ворота мадридского «Реала». На 57-й минуте он пробил с угла штрафной площади, его удар прошёл над головой Икера Касильяса и попал в правый верхний угол, сделав счёт 3:3. На момент матча ему было 19 лет, 1 месяц и 3 дня, что сделало его самым молодым футболистом, забивавшим мадридскому клубу в этом турнире. Спустя четыре дня он забил свой второй гол в чемпионате в матче против «Герты», которой руководил Паль Дардаи, сыграв вничью 2:2. 19 апреля немец вывел «Шальке» вперёд в матче с «Вольфсбургом». На 59-й минуте Зане завершил сольный проход, но гол Кевина Де Брёйне сделал счёт 1:1. В своём первом полном сезоне он принял участие в 14 матчах и забил в них 4 гола.

#### Сезон 2015/16
В сезоне 2015/16 он также дебютировал в Кубке Германии, выиграв 5:0 у «Дуйсбурга». 17 сентября он дебютировал в Лиге Европы во втором эшелоне еврокубков, выиграв 3:0 в гостях у АПОЭЛ. Три дня спустя он забил свой первый гол в новом сезоне в чемпионате против «Штутгарта» (1:0). 23 сентября он забил в ворота франкфуртского «Айнтрахта». Через три дня он снова забил в следующем туре, чем помог своему клубу одержать третью победу подряд в чемпионате. 22 октября вышел вместо Пьера-Эмиля Хёйбьерга на 62-й минуте матча Лиги Европы против чешского клуба «Спарта Прага» и через 10 минут забил гол, сделав счёт 2:2.
31 августа в матче против «Ингольштадта» (1:1) на 77-й минуте он головой переправил мяч в ворота Рамазана Озкана и забил гол. В январское трансферное окно 2016 года им интересовался английский клуб «Манчестер Сити», но тренер клуба отказался расставаться с ним. После интереса со стороны английского клуба, иностранная пресса сообщила об интересе со стороны испанских клубов «Реал Мадрид» и «Барселона». 30 января в игре против «Дармштадт 98» на стадионе «Джонатан Хеймс» и забил последний гол в матче на 53-й минуте после того, как Макс Майер отдал ему пас со штрафного, а он пробил между ног Кристиана Матении и попал в ворота. В начале апреля он заявил о своём желании играть за «Барселону», забив гол в матче против дортмундской «Боруссии» (2:2). Двумя турами позже он забил на 29-й минуте в ворота леверкузенского «Байера», но они проиграли дома 3:2. 14 мая он забил свой 8-й гол в сезоне в матче против «Хоффенхайма» в последнем туре чемпионата. По итогам сезона немецкий клуб занял пятое место в таблице и квалифицировался в групповой этап Лиги Европы.

### «Манчестер Сити»

#### Сезон 2016/17
2 августа 2016 года Зане перешёл в «Манчестер Сити» за 55 млн евро, став самым дорогим немецким футболистом в истории. Контракт был подписан сроком на 5 лет. Также английский клуб гарантировал вингеру высокую зарплату, чтобы «Бавария» не смогла купить игрока. «Горожане» пообещали ему гарантированный заработок в 28 миллионов евро за 3 года. Клуб обязался гарантировать разницу, если зарплата и бонусы игрока за три года не составят нужную сумму.Он дебютировал 10 сентября в манчестерском дерби. Немец вышел на 60-й минуте, заменив Рахима Стерлинга, став 10-м игроком, дебютировавшим в дерби. «Манчестер Сити» выиграл матч 2:1, и это была 50-я победа клуба над «Манчестер Юнайтед». Четыре дня спустя Лерой снова вышел на замену вместо Стерлинга в матче группового этапа Лиги чемпионов против мёнхенгладбахской «Боруссии» (4:0). Он вошёл в число 40 лучших молодых игроков в номинации «Golden Boy», присуждаемой лучшему игроку Европы в возрасте до 21 года. 18 декабря он забил свой первый гол за новый клуб в победе над «Арсеналом» со счётом 2:1 в чемпионате. 21 января 2017 года он вернулся после травмы и забил в матче против «Тоттенхэм Хотспур» (2:2) на стадионе «Этихад». Неделю спустя он забил на 71-й минуте в матче против «Кристал Пэлас» в Кубке Англии, что стало его третьим выходом на поле подряд. 21 февраля «Манчестер Сити» выиграл дома у французского «Монако» со счётом 5:3 в первом матче 1/8 финала Лиги чемпионов. Он реализовал быструю контратаку с близкого расстояния на 82-й минуте.
1 марта он забил на 30-й минуте в четвертьфинальном матче Кубка Англии против «Хаддерсфилд Таун» со счётом 5:1. Четыре дня спустя он вышел на поле в матче против «Сандерленда» и реализовал гол Давида Сильвы на 59-й минуте. 15 марта, в ответном матче 1/8 финала Лиги чемпионов против «Монако», он забил гол на 71-й минуте, пробив с превосходной передачи. «Манчестер Сити» проиграл матч со счётом 3:1, а «Монако» прошёл дальше, забив больше голов в гостях. 2 апреля он забил свой пятый гол в сезоне в матче против «Арсенала» (2:2). 15 апреля они выиграли 3:0 в гостях у «Саутгемптона», и Зане со своими голевыми передачами помог им победить 3:0. В полуфинале Кубка Англии они проиграли «Арсеналу» в дополнительное время. В конце месяца он попал в шорт-лист премии «Лучший игрок Премьер-лиги сезона 2016/17», объявленной Ассоциацией профессиональных футболистов Англии. В июле он перенёс операцию на своём носу, что поставило под угрозу его участие в Кубке конфедераций.

#### Сезон 2017/18
9 сентября 2017 года в 4-м туре лиги он забил дубль в матче против «Ливерпуля» (5:0). 20 сентября он также забил дубль в Кубке английской лиги, на 3-й и 77-й минутах. Три дня спустя он дал преимущество своей команде на 44-й минуте матча лиги против «Кристал Пэлас». Матч был выигран «Манчестер Сити» 5:0. 14 октября в победе над «Сток Сити» со счётом 7:2 он забил на 62-й минуте шестой гол своей команды. Во время матча Ибрагим Афеллай попытался остановить Сане, оттянув ногу немца рукой, за что судья Крейг Поусон дал голландцу жёлтую карточку. Неделю спустя «Манчестер Сити» выиграл у «Бернли» благодаря пенальти Серхио Агуэро и голу Николаса Отаменди с игры, а также удару Зане в конце контратаки. 28 октября в матче против «Вест Бромвич Альбион» (3:2) он забил гол с левой ноги на 10-й минуте с передачи Фернандиньо. Через несколько минут он сам сделал бразильцу голевую передачу. Зане был признан лучшим игроком месяца в английской Премьер-лиге.
6 января 2018 года он забил гол «Бернли» на 71-й минуте в контратаке в матче Кубка Англии, который они выиграли со счётом 4:1. Восемь дней спустя «Сити» был обыгран «Ливерпулем» со счётом 4:3. В этой встрече на 43-й минуте Джо Гомес выполнил передачу, которую принял Сане и ворвался в штрафную площадь, опередив Жоэля Матипа, после чего мощно пробил в ближний угол мимо стоявшего Лориса Кариуса. 23 января в ответном матче Кубка Лиги против «Бристоль Сити» Зане забил на 43-й минуте. Бернарду Силва отдал ему пас, и немец пробил в сетку с угла штрафной площади. «Манчестер Сити» выиграл в гостях 3:2 и вышел в финал с общим счётом 5:3. Пять дней спустя он получил травму связок голеностопа в матче Кубка Англии против «Кардифф Сити» после фола Джо Беннета, из-за чего был заменён в перерыве. 25 февраля Лерой вышел на замену в финале Кубка Лиги, выигранном у «Арсенала» со счётом 3:0, вернувшись после травмы и отыграв 77 минут.
1 марта они играли в чемпионате против «Арсенала», одержав 30 победу на выезде. На 33-й минуте Серхио Агуэро сделал передачу Кевину Де Брёйне, который отдал пас Кайлу Уокеру, бежавшему по правому флангу, и мяч англичанина был отправлен Зане в ворота, вошедшим в игру слева. В последний день месяца они выиграли свою 32-ю игру в лиге в сезоне. 15 апреля «Вест Бромвич Альбион» на выезде обыграл «Манчестер Юнайтед» со счётом 1:0, и «Манчестер Сити» стал чемпионом. 23 апреля немец был назван лучшим молодым игроком сезона, став первым игроком «Манчестер Сити», получившим эту награду с тех пор, как Питер Барнс выиграл её в 1976 году. 29 апреля они обыграли на выезде «Вест Хэм Юнайтед» со счётом 4:1, выиграв 13-ю игру сезона в лиге. Благодаря этому голу он стал первым игроком своего клуба, забившим десять голов и отдавшим десять голевых передач в сезоне английской высшей лиги; это достижение повторил Рахим Стерлинг, отдавший три передачи в том же матче.

#### Сезон 2018/19
5 августа 2018 года в матче за суперкубок Лерой заменил в перерыве Илкая Гюндогана. 15 сентября он забил первый гол в сезоне в чемпионате против «Фулхэма» (3:0). На 2-й минуте, в конце контратаки, Фернандиньо отдал немцу пас, и тот с пяти метров забил в пустые ворота. Позже он забил последний гол в домашних матчах, выигранных подряд над «Бернли» и «Саутгемптоном». 24 ноября в выездном матче против «Вест Хэм Юнайтед» (4:4) забил дубль. 12 декабря в Лиге чемпионов против Хоффенхайма получил право на штрафной удар своей команды в первом тайме, а затем забил свой второй гол на 61-й минуте матча.
3 января 2019 года в 21-м раунде Премьер-лиги они выиграли со счётом 2:1 лидера таблицы «Ливерпуль». На 72-й минуте Рахим Стерлинг принял мяч справа, а затем отдал передачу Зане, который пробил в дальний нижний угол. Три дня спустя он забил в третьем раунде за кубок против «Ротерем Юнайтед» (7:0). 20 января он забил последний гол своей команды в матче лиги 3:0 против «Хаддерсфилд Таун». 20 февраля, в первом матче 1/8 финала финала Лиги чемпионов, они обыграли «Шальке 04» со счётом 3:2, вскоре после выхода на замену он успешно реализовал штрафной удар против своего бывшего клуба. 24 февраля он сыграл в финале Кубка лиги против «Челси», который они выиграли 4:3 по пенальти. 12 марта они выиграли 7:0 в ответном матче Лиги чемпионов против «Шальке» и прошли дальше с общим счётом 10:2.
3 апреля он забил победный мяч в победе над «Кардифф Сити» со счётом 2:0 в чемпионате. 24 апреля «Сити» обыграл «Манчестер Юнайтед» со счётом 2:0 на «Олд Траффорд». В дерби он вышел вместо травмированного Фернандиньо и после передачи Рахима Стерлинга из пределов штрафной закрутил мяч в ближний нижний угол. Они выиграли лигу, на одно очко опередив соперников из «Ливерпуля». 18 мая в финале Кубка Англии «Сити» победил со счётом 6:0, одержав шестую победу в кубке за всю историю клуба и завоевав первый триумф в сезоне.

#### Сезон 2019/20
4 августа 2019 года он вышел на поле в матче за Суперкубок, выигранном по пенальти, но получил серьёзную травму колена. Он был заменён Габриэлем Жезусом на 13-й минуте матча после столкновения с Трентом Александером-Арнольдом после удара, и немецкий игрок сразу же указал, что хочет замену. В результате «Бавария» временно отказалась от подписания контракта.
Он вернулся после травмы в конце февраля 2020 года в молодёжную команду «Манчестер Сити», а в первую команду вернулся в июне в игре против «Бернли»

### «Бавария»
30 июня 2020 года он подписал пятилетний контракт с «Баварией». Немецкий клуб заплатил за него 45 миллионов евро. 3 июля трансфер Зане был завершён. 18 сентября, в первом матче сезона 2020/21, «Бавария» выиграла 8:0 у «Шальке 04». Первый гол за свой новый клуб Сане забил на 71-й минуте с передачи Йозуа Киммиха и дебютировал в официальном матче. Он вернулся после травмы колена в конце сентября. 24 октября он забил гол в победе 5:0 над франкфуртским «Айнтрахтом». На 72-й минуте он пробил справа после паса Буны Сарра и забил с 18 метров. 3 ноября, в победе над австрийским «Ред Булл Зальцбург» в Лиге чемпионов 6:2, он вышел на замену вместо Кингсли Комана на 75-й минуте и забил на 83-й минуте. Четыре дня спустя, в победе над «Дер-Класикер» 3:2, он вышел на замену вместо Кингсли Комана на 69-й минуте и забил на 80-й минуте. 25 ноября его команда выиграла 2:1 у «Ред Булл Зальцбург» в Лиге чемпионов. Он вышел на замену вместо Сержа Гнабри на 63-й минуте и забил гол на 68-й минуте. Матч был выигран 3:1 немецким клубом на «Альянц Арене». 3 января 2021 года его команда выиграла 5:2 у «Майнц 05» в лиге, забив гол на 55-й минуте. 13 января он впервые сыграл за «Баварию» в кубковом матче против «Хольштайна», забив со штрафного на 48-й минуте с 20 метров, но его команда уступила 2:2 в основное время, не забила в дополнительное время и проиграла 6:5 в серии пенальти. 23 февраля в Лиге чемпионов против итальянского «Лацио» на «Стадио Олимпико» в Риме Пепе Рейна спас удар Комана на 42-й минуте, но Зане легко переправил отскочивший мяч в сетку. 8 мая он забил шестой гол своей команды на 85-й минуте в победе 6:0 над мёнхенгладбахской «Боруссией» в чемпионате. В июне 2025 года Зане отклонил предложение мюнхенцев о новом контракте, действующее соглашение с клубом истекает в конце июня. Зане забил 61 мяч и сделал 55 результативных передач в 220 матчах за «Баварию» и четыре раза выиграл с ней Бундеслигу.

### «Галатасарай»
12 июня 2025 года заключил трёхлетнее соглашение с турецким клубом «Галатасарай», которое вступило в силу с 1 июля.

## Карьера в сборной

### Молодёжные сборные
5 сентября 2014 года Зане дебютировал за юношескую сборную Германии до 19 лет в матче против сборной Нидерландов (3:2), забив победный гол. Свой второй гол за сборную он забил 11 октября в отборочном матче чемпионата Европы 2015 года против сборной Литвы. 31 марта 2015 года забил дубль в матче квалификационного раунда против сборной Чехии (6:0), после передачи Лукаса Куэто на 20-й минуте и забив ещё раз на 64-й минуте. Он был включён в состав команды на сам чемпионат Европы по футболу 2015 года. Он сыграл во всех трёх групповых матчах на турнире в Греции. Они заняли последнее место на групповом этапе с плохой разницей мячей.
28 августа 2015 года он был приглашён Хорстом Хрубешем на тренировку перед отборочными матчами чемпионата Европы по футболу среди игроков до 21 года в 2017 году. 3 сентября 2015 года он дебютировал за молодёжную сборную Германии в матче против датчан. 9 октября он сделал дубль в отборочном матче против Финляндии. Через несколько дней он забил гол в победе 6:0 над сборной Фарерских островов. 17 ноября он снова забил гол в матче против сборной Австрии. 24 марта 2016 года он забил свой последний гол за молодёжную сборную в отборочном матче против Фарерских островов 4:1.

### Основная сборная
Лерой Зане имеет французское гражданство и мог выступать за сборную Германии или Франции, но выбрал первую. 6 ноября 2015 года он был вызван капитаном сборной Германии Йоахимом Лёвом на товарищеский матч против сборной Франции. 13 ноября 2015 года Зане дебютировал за первую сборную Германии, выйдя на замену в матче против сборной Франции. Стадион «Стад де Франс» в этот день являлся одной из целей террористических атак ИГИЛ. 17 мая 2016 года он был включён в состав из 27 человек на чемпионат Европы по футболу 2016 года. [157] 31 мая он был оставлен в окончательной заявке из 23 человек. Он дебютировал на турнире 7 июля в полуфинальном матче против Франции, выйдя на замену Бастиану Швайнштайгеру на 79-й минуте. Матч был проигран 2:0, и французы вышли в финал. Лерой был включён в состав 23 человек на Кубок конфедераций 2017 года. Позже Федерация футбола Германии объявила, что Зане будет вынужден пропустить летний турнир из-за операции на носу.
23 марта 2018 года против Испании (1:1) Лерой 10-й раз вышел в футболке сборной. Он заменил Юлиана Дракслера на 69-й минуте матча. 15 мая он был включён в состав Йоахима Лёва из 27 человек на чемпионат мира в России. 4 июня не попал в окончательную заявку из 23 человек на турнир. Впоследствии это решение называлось среди причин провального выступления Германии на турнире. В сентябрьском матче Лиги Наций против Франции немец вышел на замену на 83-й минуте вместо Марко Ройса. Перед матчем против Перу три дня спустя он попросил разрешения у главного тренера сборной Йоахима Лёва покинуть расположение сборной, сославшись на личные причины. Специалист сборной Германии разрешил прогул. У него родился первый ребёнок, и он попросил отпуск . 15 ноября он забил свой первый гол за сборную в товарищеском матче против России, забив на 8-й минуте с передачи Сержа Гнабри. Матч был выигран Германией со счётом 3:0 на «Ред Булл Арене» в Лейпциге. Четыре дня спустя, в Лиге Наций, он забил с штрафной линии на 20-й минуте, после быстрой контратаки, в левый нижний угол. Матч закончился вничью 2:2 с Нидерландами.
24 марта 2019 года в отборочном матче чемпионата Европы 2020 года против Нидерландов сборная Германия выиграла на выезде со счётом 3:2. На 15-й минуте Нико Шульц забил первый гол в матче ударом с угла штрафной площади. 8 июня в отборочном матче против сборной Беларуси он принял мяч на правом краю штрафной площади на 13-й минуте после передачи Йозуа Киммиха, протолкнул мяч и пробил в правую часть ворот. Два дня спустя они выиграли 8:0 у сборной Эстонии, забив в матче три гола и пропустив только один. 14 ноября он забил гол в матче Германии против сборной Украины на 23-й минуте в результате контратаки, а Тимо Вернер удвоил счёт, обеспечив победу со счётом 3:1 в Лиге Наций. 19 мая 2021 года он был включён в состав сборной Германии из 26 человек на чемпионат Европы 2020 года. 7 июня он стал победителем в домашнем предсезонном матче против сборной Латвии со счётом 7:1, забив последний гол на 76-й минуте с передачи Томаса Мюллера, который нанёс удар с трёх метров левой ногой со средней дистанции в правый нижний угол.

## Личная жизнь
Вместе со своей партнёршей, американской моделью Кэндис Брук, которая старше его на девять лет, Зане имеет дочь Рио Стеллу (род. 2018) и сына Мило (род. 2020).

## Статистика
| Клуб             | Сезон            | Чемпионат | Чемпионат | Кубок/Суперкубок | Кубок/Суперкубок | Кубок Лиги | Кубок Лиги | Еврокубки | Еврокубки | Итого | Итого |
| Клуб             | Сезон            | Игры      | Голы      | Игры             | Голы             | Игры       | Голы       | Игры      | Голы      | Игры  | Голы  |
| ---------------- | ---------------- | --------- | --------- | ---------------- | ---------------- | ---------- | ---------- | --------- | --------- | ----- | ----- |
| Шальке 04        | 2013/2014        | 1         | 0         | 0                | 0                | —          | —          | 0         | 0         | 1     | 0     |
| Шальке 04        | 2014/2015        | 13        | 3         | 0                | 0                | —          | —          | 1         | 1         | 14    | 4     |
| Шальке 04        | 2015/2016        | 33        | 8         | 2                | 0                | —          | —          | 7         | 1         | 42    | 9     |
| Шальке 04        | Итого            | 47        | 11        | 2                | 0                | —          | —          | 8         | 2         | 57    | 13    |
| Манчестер Сити   | 2016/2017        | 26        | 5         | 5                | 2                | 2          | 0          | 4         | 2         | 37    | 9     |
| Манчестер Сити   | 2017/2018        | 32        | 10        | 3                | 1                | 5          | 3          | 9         | 0         | 49    | 14    |
| Манчестер Сити   | 2018/2019        | 31        | 10        | 5                | 2                | 3          | 0          | 8         | 4         | 47    | 16    |
| Манчестер Сити   | 2019/2020        | 1         | 0         | 1                | 0                | 0          | 0          | 0         | 0         | 2     | 0     |
| Манчестер Сити   | Итого            | 90        | 25        | 14               | 5                | 10         | 3          | 21        | 6         | 135   | 39    |
| Бавария          | 2020/2021        | 32        | 6         | 1                | 1                | —          | —          | 11        | 3         | 44    | 10    |
| Бавария          | 2021/2022        | 32        | 7         | 3                | 1                | —          | —          | 10        | 6         | 45    | 14    |
| Бавария          | 2022/2023        | 32        | 8         | 4                | 2                | —          | —          | 8         | 4         | 44    | 14    |
| Бавария          | 2023/2024        | 27        | 8         | 3                | 0                | —          | —          | 12        | 2         | 42    | 10    |
| Бавария          | 2024/2025        | 30        | 11        | 2                | 1                | —          | —          | 15        | 1         | 47    | 13    |
| Бавария          | Итого            | 153       | 40        | 13               | 5                | —          | —          | 56        | 16        | 222   | 61    |
| Всего за карьеру | Всего за карьеру | 290       | 76        | 29               | 10               | 10         | 3          | 85        | 24        | 414   | 113   |

### Матчи за сборную
| №  | Дата            | Оппонент          | Счёт | Голы | Ассистент | Нарушения | Минуты | Соревнование                         |
| -- | --------------- | ----------------- | ---- | ---- | --------- | --------- | ------ | ------------------------------------ |
| 1  | 13 ноября 2015  | Франция           | 0:2  | —    | —         | —         | 29'    | Товарищеский матч                    |
| 2  | 29 мая 2016     | Словакия          | 1:3  | —    | —         | —         | 90'    | Товарищеский матч                    |
| 3  | 4 июня 2016     | Венгрия           | 2:0  | —    | —         | —         | 21'    | Товарищеский матч                    |
| 4  | 7 июля 2016     | Франция           | 0:2  | —    | —         | —         | 11'    | Финальная часть ЧЕ-2016 (1/2 финала) |
| 5  | 22 марта 2017   | Англия            | 1:0  | —    | —         | —         | 90'    | Товарищеский матч                    |
| 6  | 26 марта 2017   | Азербайджан       | 4:1  | —    | —         | —         | 6'     | Отбор ЧМ-2018 (группа C)             |
| 7  | 5 октября 2017  | Северная Ирландия | 3:1  | —    | —         | —         | 18'    | Отбор ЧМ-2018 (группа С)             |
| 8  | 8 октября 2017  | Азербайджан       | 5:1  | —    | 1         | —         | 90'    | Отбор ЧМ-2018 (группа С)             |
| 9  | 10 ноября 2017  | Англия            | 0:0  | —    | —         | —         | 87'    | Товарищеский матч                    |
| 10 | 23 марта 2018   | Испания           | 1:1  | —    | —         | —         | 22'    | Товарищеский матч                    |
| 11 | 27 марта 2018   | Бразилия          | 0:1  | —    | —         | —         | 61'    | Товарищеский матч                    |
| 12 | 2 июня 2018     | Австрия           | 1:2  | —    | —         | —         | 67'    | Товарищеский матч                    |
| 13 | 6 сентября 2018 | Франция           | 0:0  | —    | —         | —         | 7'     | Лига Наций (А)                       |
| 14 | 13 октября 2018 | Нидерланды        | 0:3  | —    | —         | —         | 33'    | Лига Наций (А)                       |
| 15 | 16 октября 2018 | Франция           | 1:2  | —    | —         | —         | 75'    | Лига Наций (А)                       |
| 16 | 15 ноября 2018  | Россия            | 3:0  | Гол  | —         | —         | 78'    | Товарищеский матч                    |
| 17 | 19 ноября 2018  | Нидерланды        | 2:2  | Гол  | —         | —         | 80'    | Лига Наций (А)                       |
| 18 | 20 марта 2019   | Сербия            | 1:1  | —    | —         | —         | 90'    | Товарищеский матч                    |
| 19 | 24 марта 2019   | Нидерланды        | 3:2  | Гол  | —         | —         | 90'    | Отбор ЧЕ-2020 (группа C)             |
| 20 | 8 июня 2019     | Беларусь          | 2:0  | Гол  | —         | —         | 90'    | Отбор ЧЕ-2020 (группа C)             |
| 21 | 11 июня 2019    | Эстония           | 8:0  | Гол  | 1         | —         | 90'    | Отбор ЧЕ-2020 (группа C)             |

Итого: сыграно матчей: 21 / забито голов: 5; победы: 9, ничьи: 5, поражения: 7.

## Достижения

### Командные
«Манчестер Сити»
- Чемпион Англии (2): 2017/18, 2018/19
- Обладатель Кубка Англии: 2018/19
- Обладатель Кубка Футбольной лиги (2): 2017/18, 2018/19
- Обладатель Суперкубка Англии (2): 2018, 2019

«Бавария»
- Чемпион Германии (4): 2020/21, 2021/22, 2022/23, 2024/25
- Обладатель Суперкубка Германии (2): 2021, 2022
- Обладатель Суперкубка УЕФА: 2020
- Победитель клубного чемпионата мира: 2020

Сборная Германии
- Обладатель Кубка конфедераций: 2017

### Личные
- Молодой игрок года по версии ПФА: 2017/18[187]
- Игрок месяца английской Премьер-лиги: октябрь 2017